# ميناء وهران
ميناء وهران هو أحد الموانئ الجزائرية الموجودة في غرب البلاد وبالضبط في مدينة وهران المطلة على البحر الأبيض المتوسط ويعتبر أحد الموانئ الهامّة في كل من الميدانين التجاري والمواصلات البحرية.
وهو يعتبر رابع ميناء من حيث الأهمية من بعد ميناء عنابة والجزائر وسكيكدة.